# Sasaki Kojirō
Sasaki Kojirō (佐々木 小次郎?), noto anche con lo pseudonimo di Ganryū (prefettura di Fukui, 1583 circa – Ganryū-jima, 13 aprile 1612), è stato un importante spadaccino giapponese.
Vissuto a cavallo dell'epoca Sengoku e l'inizio del periodo Edo, è principalmente ricordato per le circostanze della sua morte, avvenuta nel 1612 nel corso di un duello con Miyamoto Musashi.

## Biografia
Nato in un villaggio appartenente alla provincia Echizen, da ragazzo Kojirō incontra Toda Seigen, istruttore di arti marziali del clan Asakura, che lo prende come suo allievo, riconoscendo le sue abilità come spadaccino. Durante l'addestramento si discosta dallo stile di Seigen, che predilige il kodachi, e sviluppa una tecnica che fa uso di ōdachi denominata Ganryū (letteralmente "Stile della Roccia"). La sua lunga katana prende il nome di Monohoshi Zao. Grazie ad essa sviluppa una tecnica, denominata Tsubame-Gaeshi (letteralmente "Contrattacco della Rondine"), ispirata al volo dell'uccello. Si distingue inoltre per indossare un haori di colore rosso.
Nel 1610 giunge a Kokura dove ottiene il permesso di Hosokawa Tadatoshi, futuro signore della città, di aprire un dojo. Divenuto popolare, la sua fama inizia ad attrarre l'interesse di numerosi studenti di arti marziali, incluso Miyamoto Musashi, uno spadaccino ventinovenne che nell'aprile del 1612 lo sfida formalmente a duello.

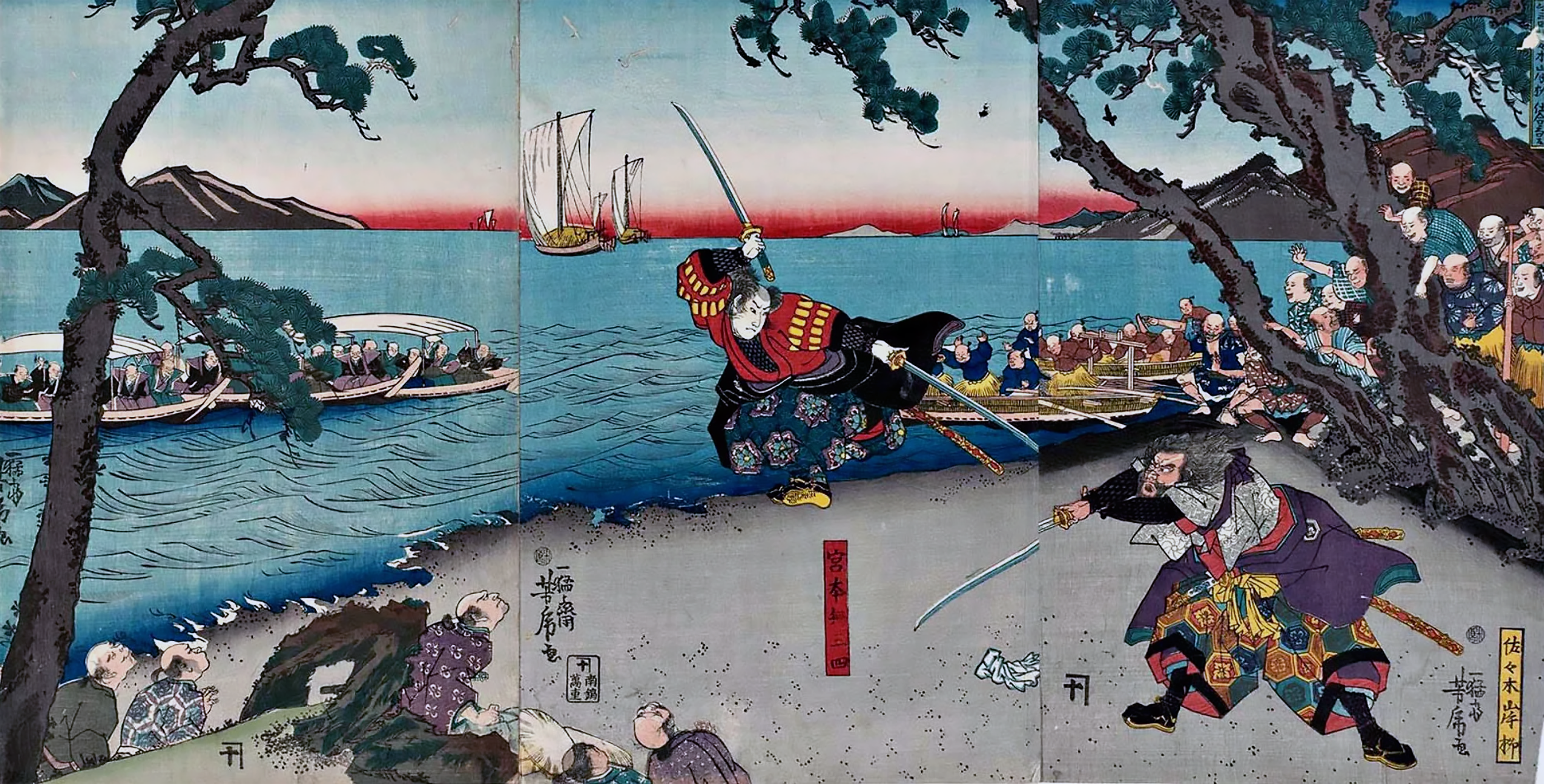
In questa rappresentazione del duello Miyamoto Musashi utilizza due bokken

Il duello tra Musashi e Kojirō è oggetto di numerose leggende. Nonostante le diverse descrizioni differiscano nel dettaglio, l'esito dei racconti si conclude con la vittoria di Musashi. Lo scontro fu fissato il 13 aprile 1612 su una piccola isola a pochi chilometri da Kokura, chiamata in modo differente dai nativi del luogo, e doveva tenersi tra le 7 e 9 ante meridiem. Prima di recarsi nel luogo del duello, Musashi costruì un bokken utilizzando un remo e si presentò con oltre tre ore di ritardo (tra le 9 e le 11) davanti al suo avversario. Vedendolo arrivare in ritardo, Kojirō imprecò furiosamente contro di lui ed estrasse la sua spada, lanciando rabbiosamente il fodero in acqua. Musashi uccise Kojirō con un colpo ben assestato della sua spada di legno alla testa, prima che lo sfidante potesse usare la sua tecnica.
Varie ipotesi sono state proposte per spiegare la vittoria di Miyamoto Musashi. Si sostiene che si sia presentato in ritardo di proposito al fine di fiaccare psicologicamente l'avversario, facendolo innervosire. Mentre il suo avversario attendeva sotto il sole il suo arrivo, arrabbiandosi e perdendo la concentrazione, Musashi si riposava in barca in attesa dell'incontro. Questa tattica era stata già utilizzata in precedenza, come ad esempio durante la sua serie di duelli con i fratelli Yoshioka. Anche un abbigliamento poco curato e la sua spada di legno hanno contribuito ad aumentare il risentimento in Kojirō.
Alcune teorie sostengono che Musashi abbia protratto in avanti l'ora dell'incontro per sfruttare l'effetto della luce solare (per accecare l'avversario) o delle maree (per agevolare la sua eventuale fuga sfruttando la bassa marea). Sebbene Kojirō viene spesso descritto come sordo da un orecchio, è molto probabile che Musashi vinse sfruttando la maggior lunghezza del suo bokken rispetto alla spada del suo avversario.
Nonostante la sconfitta, l'isola dove si tenne il duello venne ribattezzata Ganryū-jima in onore di Sasaki Kojirō.

## Nella cultura di massa

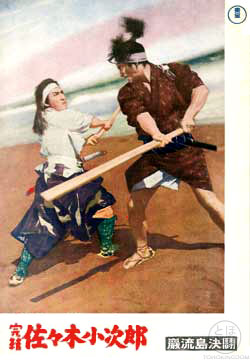
Copertina di Miyamoto Musashi kanketsuhen: kettō Ganryūjima (1956) di Hiroshi Inagaki, terzo titolo della trilogia adattata da Musashi. Nel film Kojirō è interpretato da Kōji Tsuruta.

Numerosi lungometraggi hanno raccontato la storia del duello tra Sasaki Kojirō e Miyamoto Musashi. In particolare il film del 1955 Zoku Miyamoto Musashi: ichijoji no ketto di Hiroshi Inagaki, seguito di Miyamoto Musashi (1954), basato sul romanzo Musashi di Eiji Yoshikawa e che ha ricevuto l'Oscar al miglior film straniero. Tra le opere più antiche dedicate ai due personaggi si ricorda Miyamoto Musashi (1944) di Kenji Mizoguchi.
Kojirō Sasaki è uno dei personaggi giocanti del videogioco Samurai Warriors.
Un personaggio omonimo è inoltre presente nel manga Vagabond.
Nella visual novel Fate/stay night il personaggio di Assassin è basato su Kojirō: possiede una nodachi e utilizza la medesima tecnica.
Anche nella serie di videogiochi Samurai Shodown è presente un personaggio ispirato a Kojirō, chiamato Ukyo Tachibana.
Nel manga Record of Ragnarok, Sasaki Kojirō è uno degli umani che combatte al torneo del Ragnarok.
Nel franchise Pokémon Jessie e James del Team Rocket in lingua originale sono noti come Musashi e Kojirō, dal nome dei due samurai. Nel videogioco è inoltre presente la mossa Aeroassalto (つばめがえし?, Tsubamegaeshi). La celebre tecnica di Sasaki Kojirō compare inoltre come attacco in alcuni titoli della serie Final Fantasy.